# Elektrotheremin
De elektrotheremin of de tannerin is een elektrofoon ontworpen door trombonist Paul Tanner en amateuruitvinder Bob Whitsell in de late jaren 50 van de 20e eeuw. De bedoeling van dit instrument is om het geluid van de theremin na te bootsen. Dit instrument klinkt gelijkaardig maar beschikt over een ander controlemechanisme.
Tanner bespeelde zijn elektrotheremin voor drie liedjes van The Beach Boys: "I Just Wasn't Made for These Times", "Good Vibrations" en "Wild Honey".